# جوليان غارسيا فارغاس
جوليان غارسيا فارغاس (بالإسبانية: Julián García Vargas )‏ (و. 1945  م) هو اقتصادي، وسياسي إسباني، ولد في مدريد، هو عضوٌ في حزب العمال الاشتراكي الإسباني.

## مناصب
تولى منصب وزير الدفاع ‏.

## التعليم
تعلم في جامعة كمبلوتنسي بمدريد.